# محفوظ داود سلمان
محفوظ داود سلمان (1941 - 18 يونيو 2016) شاعر وكاتب قصص قصيرة عراقي. ولد في محافظة ميسان بقضاء العمارة. مجاز في علم الاجتماع من كليّة الآداب في جامعة بغداد عام 1963. عمل في وكالة الأنباء العراقية، وفي دائرة الإعلام الخارجي. من دواوينه الشعرية صلاة بدائية 1976 ومملكة الأنهار 1986 وانتظريني بثياب القتال 1987. توفي في بغداد.

## سيرته
ولد محفوظ داود سلمان سنة 1941 في محافظة ميسان العراقية بقضاء العمارة في عائلة بصراوية. أكمل دراسته الابتدائية والثانوية في البصرة. تخرج في قسم الاجتماع بكلية الآداب بجامعة بغداد سنة 1963. عمل بوكالة الأنباء العراقية. ثم بالتعليم الثانوي، ثم عاد للعمل في وزارة الثقافة والإعلام منذ عام 1970، في دائرة الإعلام الخارجي. 

بدأ ينشر قصائده سنة 1956. عضو اتحاد الأدباء العراق. نشر قبل رحيله عددا من القصص القصيرة في مواقع وصحف مختلفة.

توفي في بغداد يوم 18 يونيو 2016 اثر مرض عضال.

## مؤلفاته
من دواوينه الشعرية:
- صلاة بدائية، 1976
- مملكة الأنهار، 1986
- انتظريني بثياب القتال، 1987.
- يوميات طرفة بن العبد، 1995
- عالم بلا حدود، 1997
- أغنية السندباد الأخيرة، 2000
- الخروج من كندة، 2008
- نذور حجرية، 2011
- حانة المقبرة، 2013
- الهبوط إلى أور، 2014
- اللوحة بأكملها، 2014
- البحث عن دلمون، 2014
- قلوع مهجورة،2015

## وصلات خارجية
- في موقع أرشيف المجلات